# Die Tänzerin Barberina
Pour plus de détails, voir Fiche technique et Distribution.
Die Tänzerin Barberina (en français, La Danseuse Barberina) est un film allemand réalisé par Carl Boese sorti en 1920.

## Synopsis
Barbara Campanini est une jeune fille découverte et encouragée par le danseur et professeur de danse italien Antonio Rinaldi Fossano. Avec le soutien de sa mère marieuse et avec beaucoup de pression, Fossano fait d'elle son amante. Grâce à Fossano, Barbara découvre le grand monde des cours et des palais en Europe. Elle arrive d'abord à la cour de Louis XV à Versailles, où elle est courtisée par les courtisans et les favoris du roi. Barbara n'est pas opposée à toute aventure dès le début, car la danseuse ambitieuse veut grandir dans sa vie. Elle se retrouve ainsi dans le lit de comtes et de princes lubriques qui peuvent lui donner la vie à laquelle aspire la courtisane.
Un spectacle à Londres la conduit dans les bras du jeune Lord James Stuart-Mackenzie, qui s'enfuit avec elle à Venise, bien que la danseuse La Barberina, comme l'appellent affectueusement ses admirateurs, ait un engagement à Berlin, à la cour du roi de Prusse Frédéric II. En colère contre la rupture de contrat, le roi, qui menace de transformer l'affaire en une véritable affaire d'État, s'assure que la danseuse italienne est extradée par la république de Venise vers la Prusse et emmenée à l'opéra de la cour royale. Barbara profite de cette action forcée, ignore l'amoureux Lord Stuart, qui voyage après elle, et devient finalement la maîtresse du roi.

## Fiche technique
- Titre : Die Tänzerin Barberina
- Réalisation : Carl Boese
- Scénario : Adolf Paul
- Direction artistique : Ernst Stern
- Costumes : Ernst Stern
- Photographie : Mutz Greenbaum
- Production : Otto Schmidt
- Société de production : Primus Film
- Société de distribution :
- Pays de production :  République de Weimar
- Langue : allemand
- Format : Noir et blanc - 1,33:1 - 35 mm
- Genre : Biographie
- Durée : 109 minutes
- Dates de sortie :
  - République de Weimar : 2 avril 1920.
  - Royaume de Hongrie : 9 août 1920.

## Distribution
- Lyda Salmonova (de) : Barbara Campanini
- Otto Gebühr : Frédéric le Grand
- Harry Liedtke : Antonio Rinaldi Fossano
- Reinhold Schünzel : l'intendant général comte de Carignan
- Rosa Valetti : la mère de Barbara, Mme Campanini
- Julius Falkenstein : Argenson
- Georg di Giorgetti : Louis XV
- Franz Groß : le majordome Ludwig Bachelier
- Max Ruhbeck (de) : James Stuart-Mackenzie
- Paul Hartmann : son fils
- Ludwig Rex : Josuah Crichton
- Grete Hollmann : sa fille
- Paul Czimeg : le majordome Friedrich Michaelis

## Source de la traduction
- (de) Cet article est partiellement ou en totalité issu de l’article de Wikipédia en allemand intitulé « Die Tänzerin Barberina » (voir la liste des auteurs).